# Condado de Grand (Colorado)
El condado de Grand (en inglés: Grand County), fundado en 1874, es uno de los 64 condados del estado estadounidense de Colorado. En el año 2000 tenía una población de 13 211 habitantes con una densidad poblacional de 3 personas por km². La sede del condado es Hot Sulphur Springs.

## Geografía
Según la Oficina del Censo, el condado tiene un área total de 4842 km² (1869,5 mi²), de la cual 4783 km² (1846,7 mi²) es tierra y 59 km² (22,8 mi²) (1.23%) es agua.

### Condados adyacentes
- Condado de Larimer - noreste
- Condado de Gilpin - este
- Condado de Boulder - este
- Condado de Clear Creek - sureste
- Condado de Summit - sur
- Condado de Eagle - suroeste
- Condado de Jackson - noroeste
- Condado de Routt - noroeste

## Demografía
En el 2000 la renta per cápita promedia del condado era de $47 759, y el ingreso promedio para una familia era de $55 217. En 2000 los hombres tenían un ingreso per cápita de $34 861 versus $26 445 para las mujeres. El ingreso per cápita para el condado era de $25 198. Alrededor del 7.30% de la población estaba bajo el umbral de pobreza nacional.

## Ciudades y pueblos
- Fraser
- Granby
- Grand Lake
- Hot Sulphur Springs
- Kremmling
- Radium
- Tabernash
- Winter Park